# Tankó Béla (filozófus)
Tankó Béla (Borberek, 1876. október 1. – Debrecen, 1946. január 26.) filozófiai író, egyetemi tanár.

## Élete
Teológiái tanulmányait Kolozsvárott végezte 1899-ben, azonban diplomája megszerzése előtt egy évet az edinburghi egyetemen töltött. 1900-tól a szászvárosi gimnáziumban tanított. 1914-ben magántanárrá képesítést szerzett a kolozsvári egyetemen, majd még ugyanebben az évben a debreceni egyetemen nyilvános rendkívüli tanár lett, 1916-tól pedig nyilvános rendes tanárként dolgozott. 1936–37-ben az egyetem rektora volt. A filozófia területén Böhm Károly tanította, vele számos tanulmányában is foglalkozott (Böhm és Kant; Besztercebánya, 1913; Böhm filozófiájának pedagógiai jelentősége, Besztercebánya, 1913 stb.). 1912-ben megkapta az MTA Gorove-díját.

## Fontosabb művei
- Egyháztörténeti olvasmányok a középiskolák felső osztályai számára (Debreczen, 1907. Három rész.);
- A főbb vallások története és a keresztyén egyház története a reformáczióig. (A középiskolák V. oszt. számára. Debreczen, 1907);
- A XIX. század ethikai válsága (Kolozsvár, 1912);
- A filozófia problémája és problémái (Debrecen, 1917);
- A világnézet kérdése (Debrecen, 1932);
- A szabadság problematikája (Szeged, 1936);
- Kant metafizikai reformja (Kolozsvár, 1943).